# 瓦克尼茨河
53°52′24″N 10°41′50″E / 53.87333°N 10.69722°E

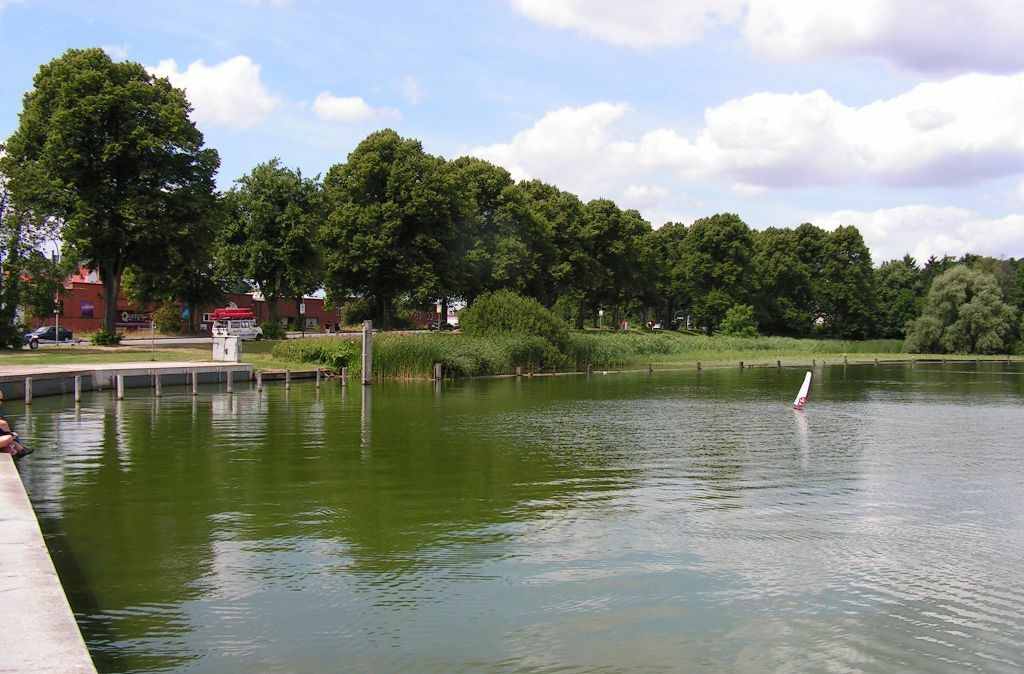
瓦克尼茨河

瓦克尼茨河（德語：Wakenitz），是德國的河流，位於該國北部，流經石勒蘇益格-荷爾斯泰因州和梅克倫堡-前波美拉尼亞州，河道全長15公里，流域面積455平方公里，發源自拉策堡湖。

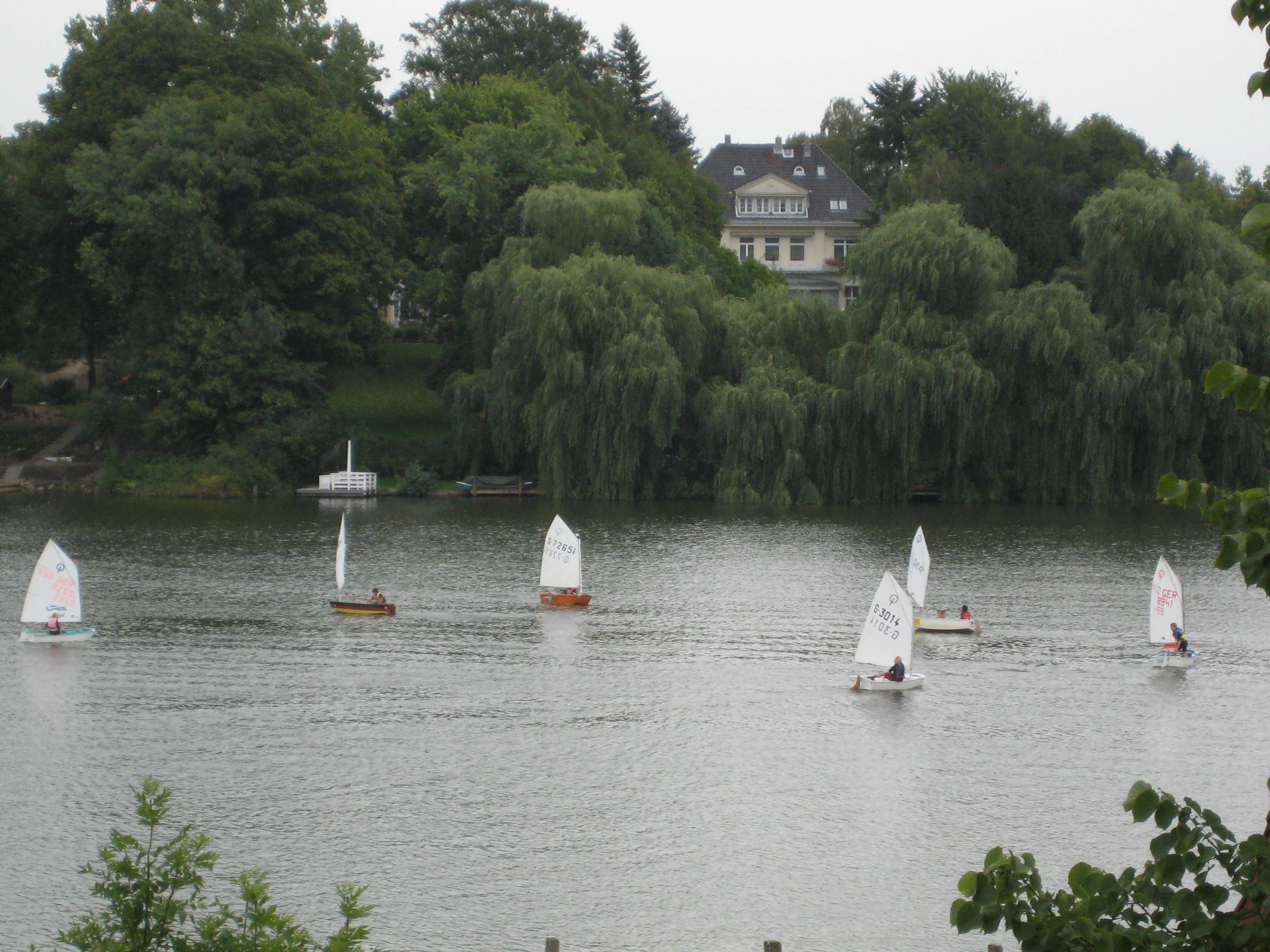
划艇
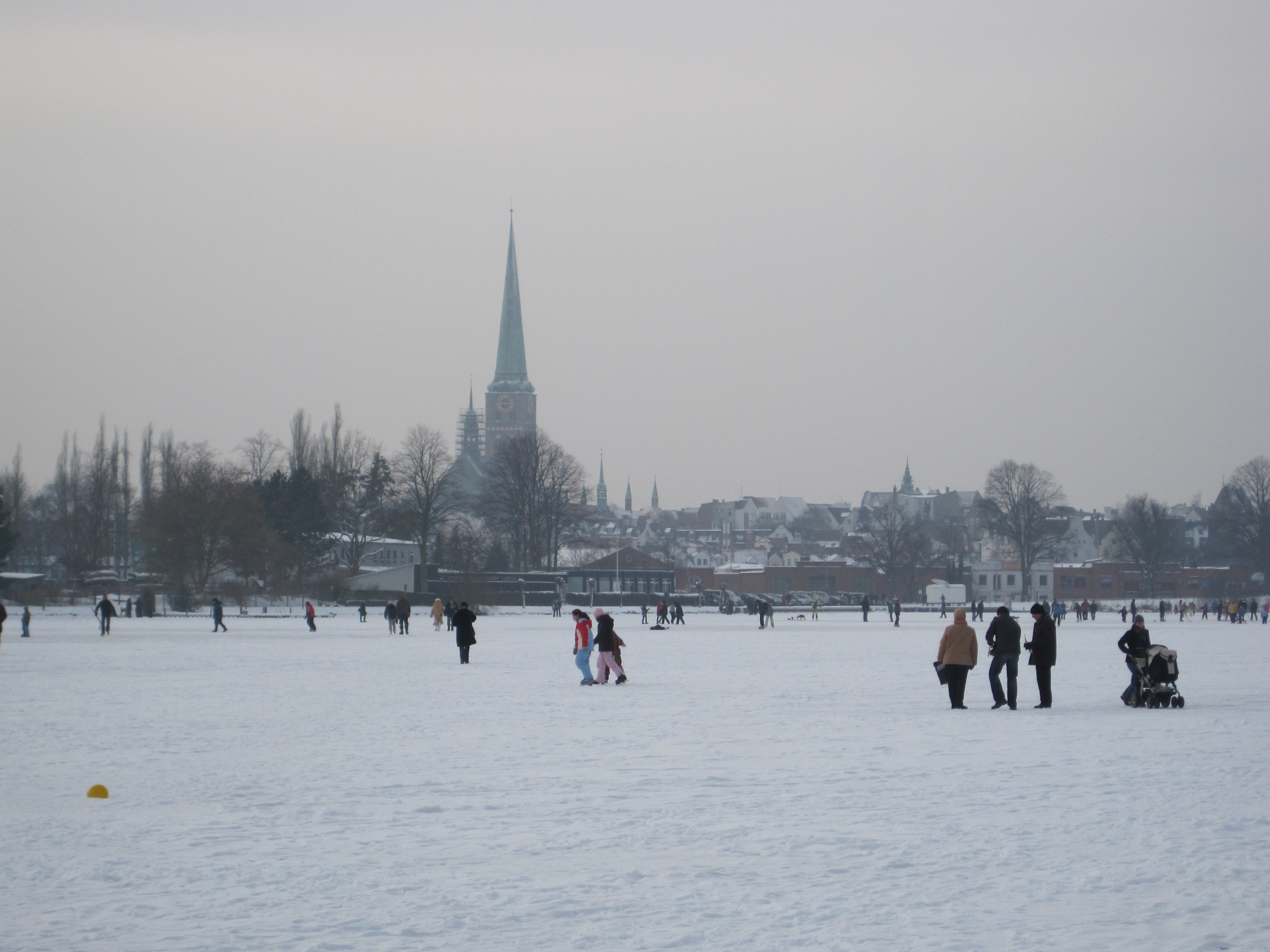
民眾在結冰河道上步行
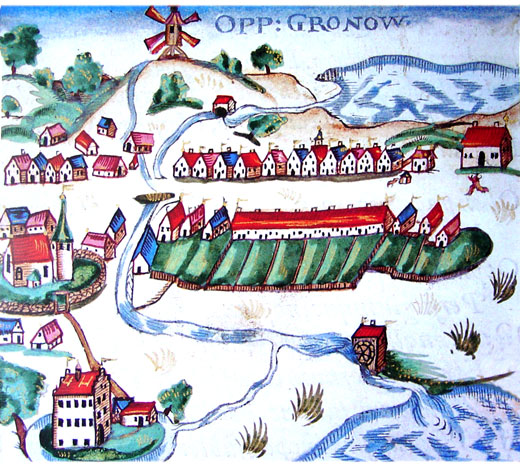
1590年
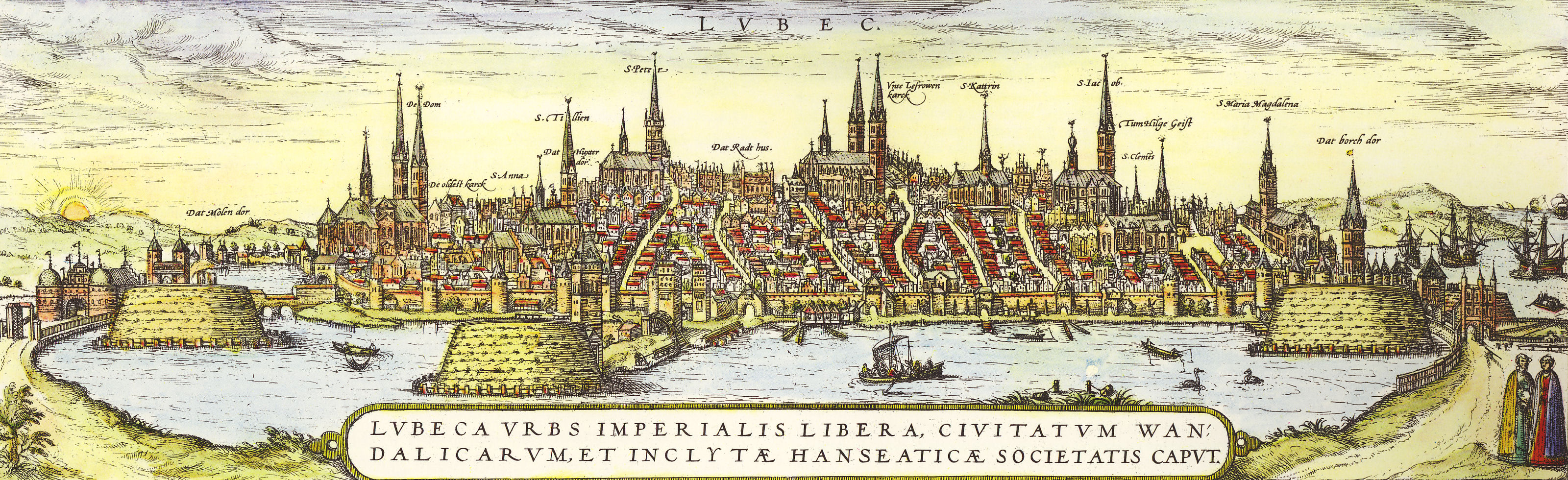
1600年
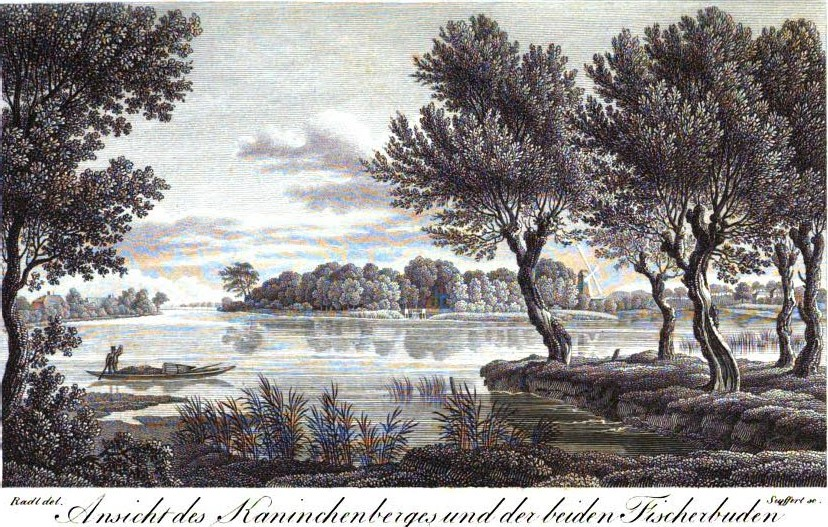
1822年
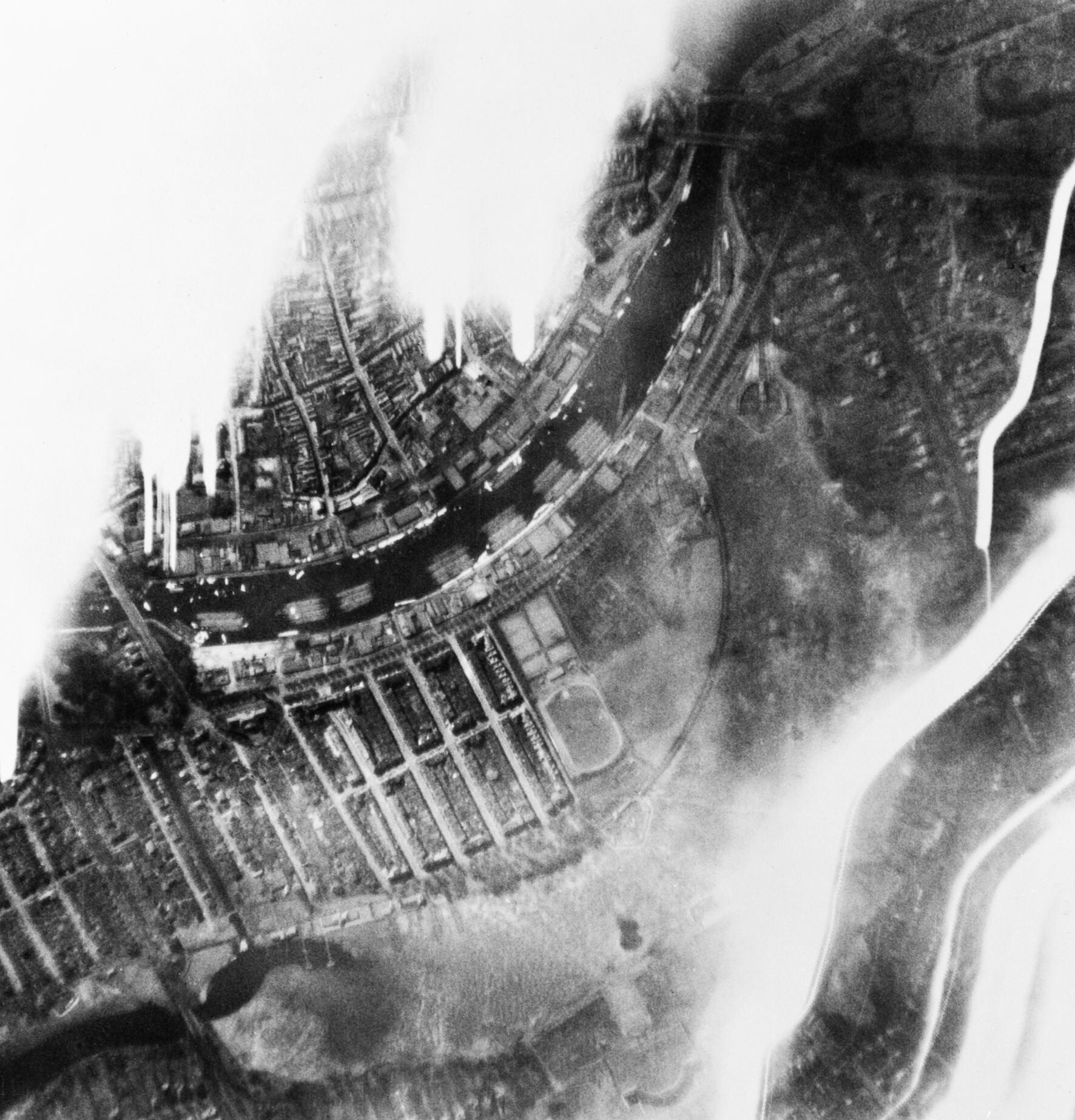
1940年代初二戰期間